# Arturo Riccardi
Arturo Riccardi (30 de Outubro de 1878 — 20 de dezembro de 1966) foi um almirante italiano que serviu seu país na Segunda Guerra Mundial como diretor geral da Regia Marina.